# August Wilhelm Eichler
August Wilhelm Eichler, někdy také latinizovaným jménem Augustus Guilielmus Eichler (22. dubna 1839 Neukirchen – 2. března 1887 Berlín), byl německý botanik, který vytvořil taxonomický systém, který bere v úvahu i příbuznost mezi rostlinami, fylogenezi a evoluci. Rostliny rozdělil na nekvetoucí (Cryptogamae) a kvetoucí (Phanerogamae). Eichler také dále rozdělil Phanerogamae na Angiospermae a Gymnospermae a Angiospermae na Monocotyledonae a Dicotyledonae. Eichlerův systém byl základem Englerova systému, který byl hlavně v Evropě hodně užíván.
Eichler studoval na univerzitě v Marburgu, od roku 1871 byl profesorem na univerzitě ve Štýrském Hradci. V roce 1872 přijal místo na univerzitě v Kielu, kde zůstal až do roku 1878, poté se stal ředitelem herbáře na Univerzitě Fridricha Viléma v Berlíně. Významné jsou také Eichlerovy studie ohledně květů, hlavně souměrnost květu aj. v jeho práci Blütendiagramme.

## Dílo
výběr
- Blüthendiagramme (květní diagramy), svazek I: 1875 a svazek II: 1878.
- Flora Brasiliensis (Flora of Brazil) editor po smrti Carla Friedricha Philippa von Martius mezi léty 1868–1887,
- Syllabus der Vorlesungen über Phanerogamenkunde (1883) 3. vydání, Berlin

## Ocenění
V roce 1869 byl August Wilhelm Eichler zvolen členem Německé akademie věd Leopoldina. Ta mu v roce 1876 udělila Cotheniovu medaili. Od roku 1880 byl řádným členem Pruské a od roku 1884 korespondujícím členem Bavorské akademie věd. V roce 1885 byl zvolen členem Americké akademie umění a věd.